# Elezioni generali in Kenya del 2002
Le elezioni presidenziali in Kenya del 2002 si tennero il 27 dicembre; videro la vittoria di Mwai Kibaki, espressione della National Rainbow Coalition, che sconfisse Uhuru Kenyatta, esponente dell'Unione Nazionale Africana del Kenya.

## Risultati

### Elezioni presidenziali
| Candidati      | Partiti                                         | Voti      | %     |
| -------------- | ----------------------------------------------- | --------- | ----- |
| Mwai Kibaki    | National Rainbow Coalition                      | 3 646 277 | 62,20 |
| Uhuru Kenyatta | Unione Nazionale Africana del Kenya             | 1 835 890 | 31,32 |
| Simeon Nyachae | Forum for the Restoration of Democracy – People | 345 152   | 5,89  |
| James Orengo   | Social Democratic Party of Kenya                | 24 524    | 0,42  |
| David Ng'ethe  | Chama Cha Uma                                   | 10 061    | 0,17  |
| Totale         | Totale                                          | 5 861 904 | 100   |

### Elezioni parlamentari
| Liste | Voti      | %     | Seggi |
| --- | --------- | ----- | ----- |
| National Rainbow Coalition - Partito Liberal Democratico - Partito Democratico - Forum per la Restaurazione della Democrazia - Kenya - Partito Nazionale del Kenya | 2.634.173 | 56,07 | 125   |
| Unione Nazionale Africana del Kenya | 1.361.828 | 28,99 | 64    |
| Forum per la Restaurazione della Democrazia - People | 702.258   | 14,95 | 14    |
| Forum per la Restaurazione della Democrazia - Asili | 702.258   | 14,95 | 2     |
| Safina | 702.258   | 14,95 | 2     |
| Sisi Kwa Sisi | 702.258   | 14,95 | 2     |
| Shirikisho Party of Kenya | 702.258   | 14,95 | 1     |
| Altri | 702.258   | 14,95 | -     |
| Totale | 4.698.259 |       | 210   |

- Si aggiungono 12 deputati di nomina presidenziale.